# Neuleiningen
Neuleiningen is een plaats in de Duitse deelstaat Rijnland-Palts, en maakt deel uit van de Landkreis Bad Dürkheim.
Neuleiningen telt 792 inwoners.

## Bestuur
De plaats is een Ortsgemeinde en maakt deel uit van de Verbandsgemeinde Grünstadt-Land.

## Galerij

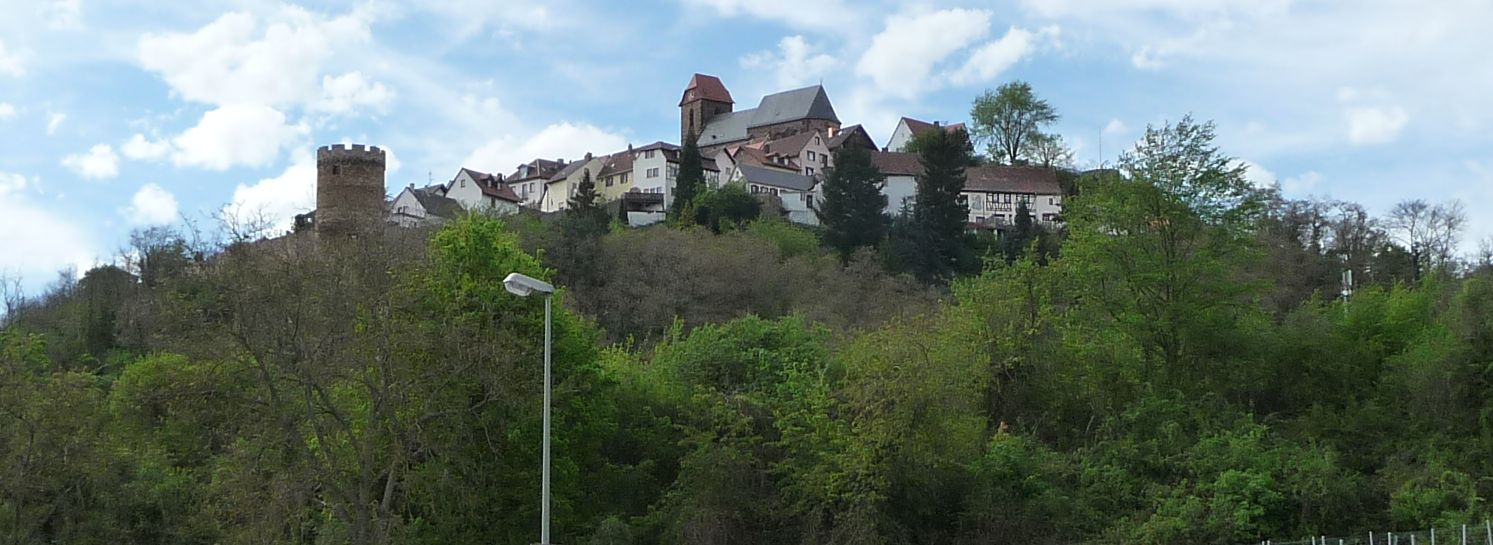
Neuleiningen op de berg, Uitzicht vanaf het oosten
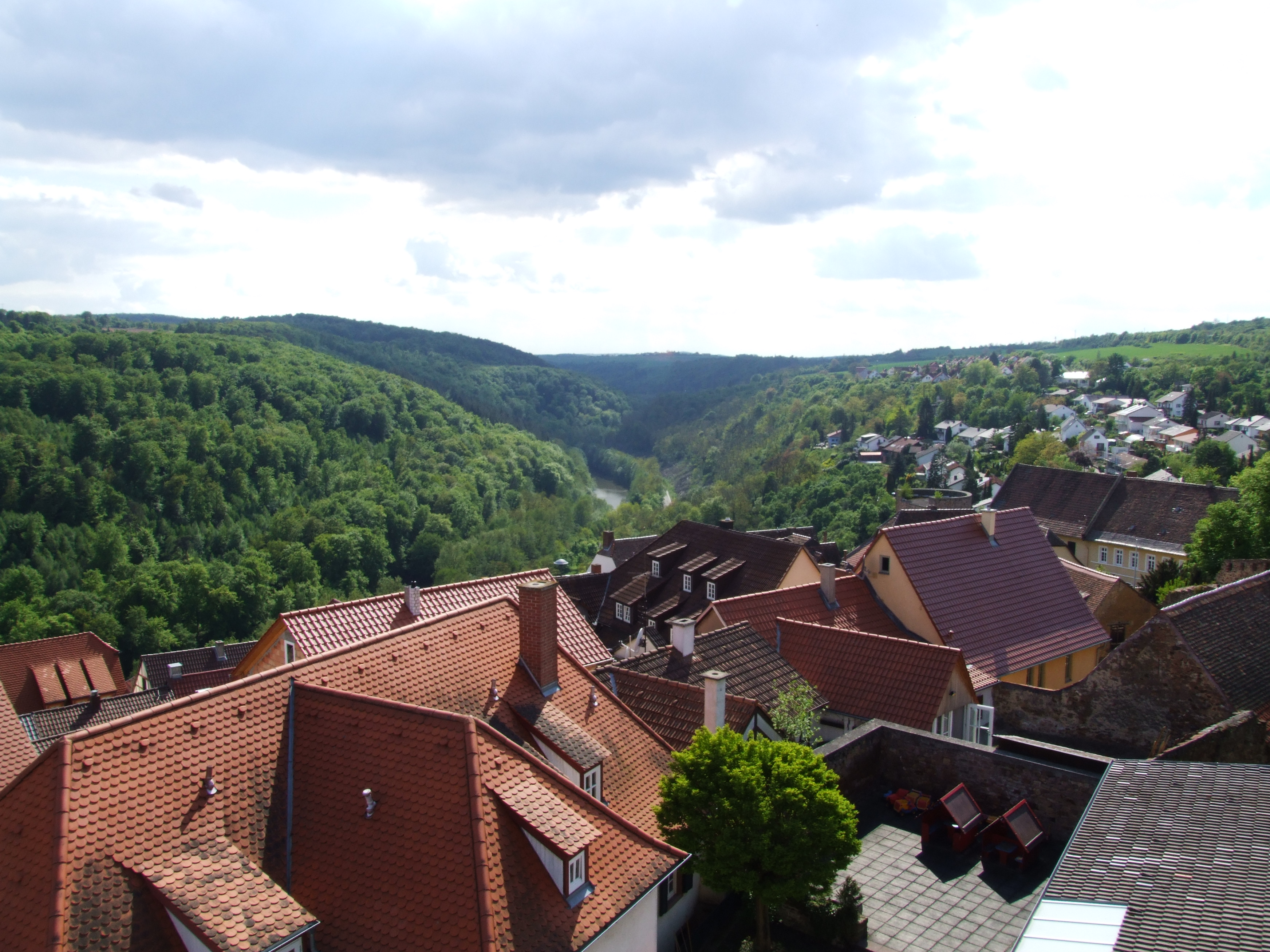
Uitzicht vanaf het kasteel naar het westen over Neuleiningen
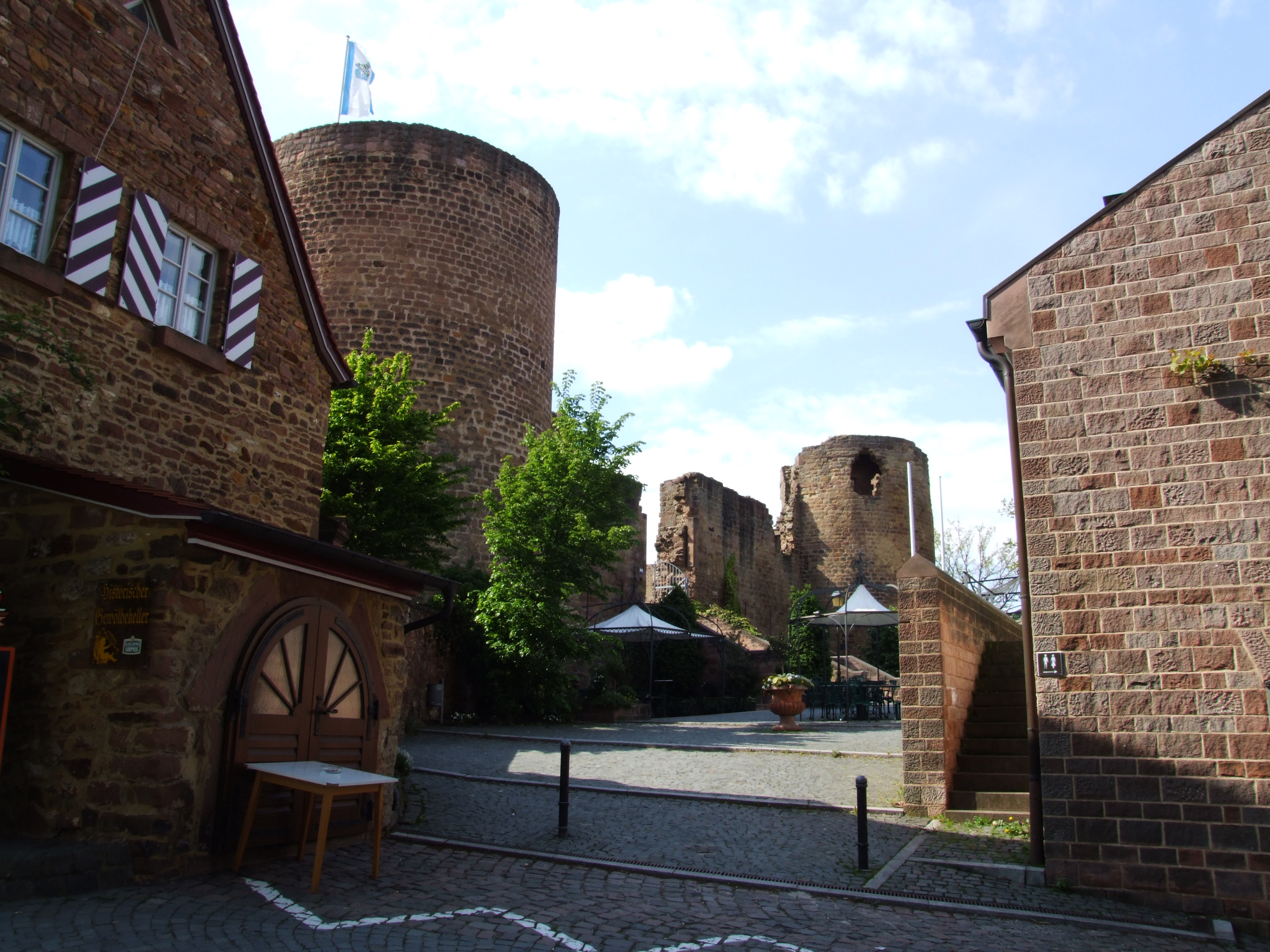
Burg Neuleiningen, oostelijke binnenplaats met Burgschenke
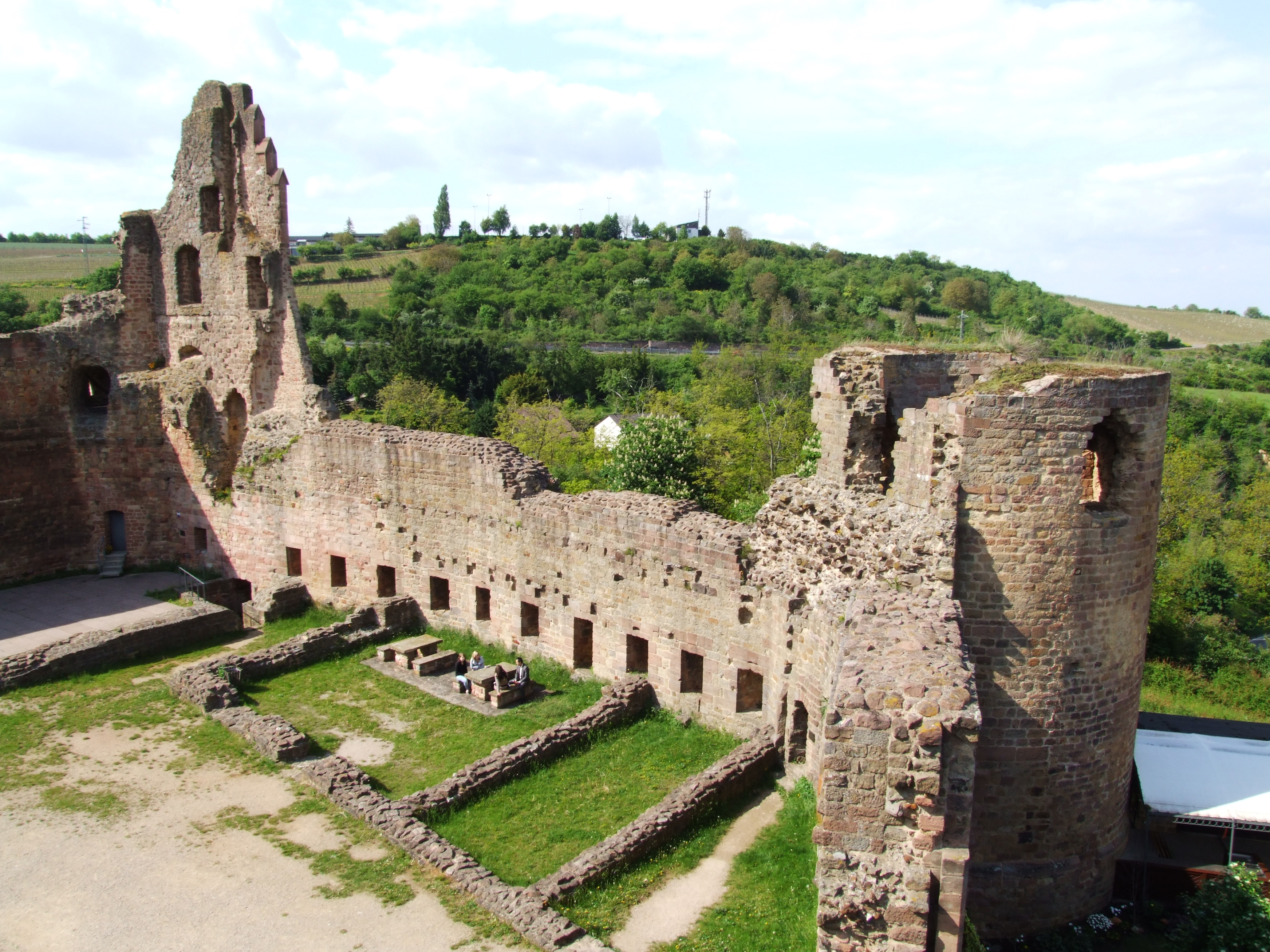
Burg Neuleiningen, noordzijde
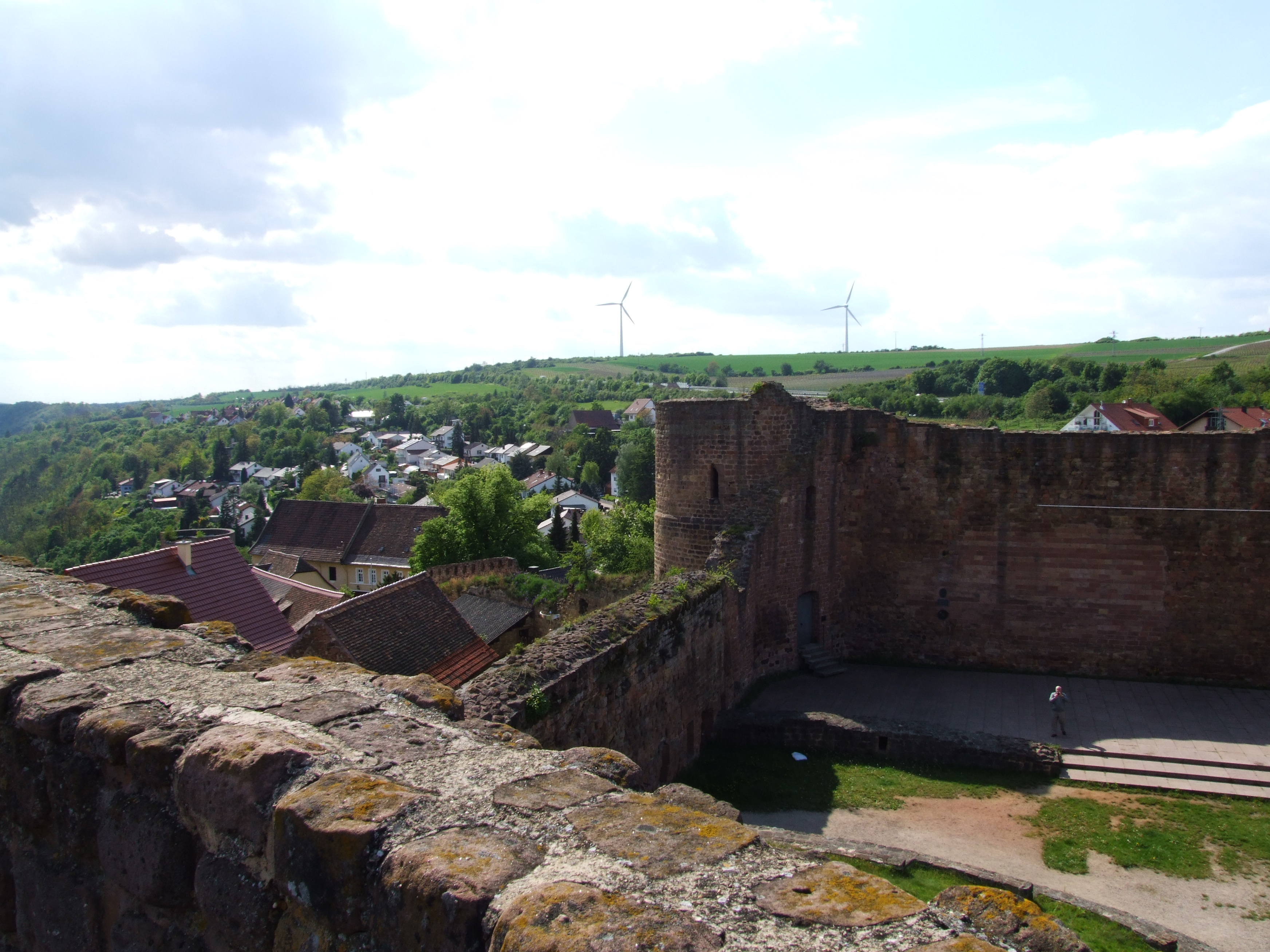
Burg Neuleiningen, naar het zuiden
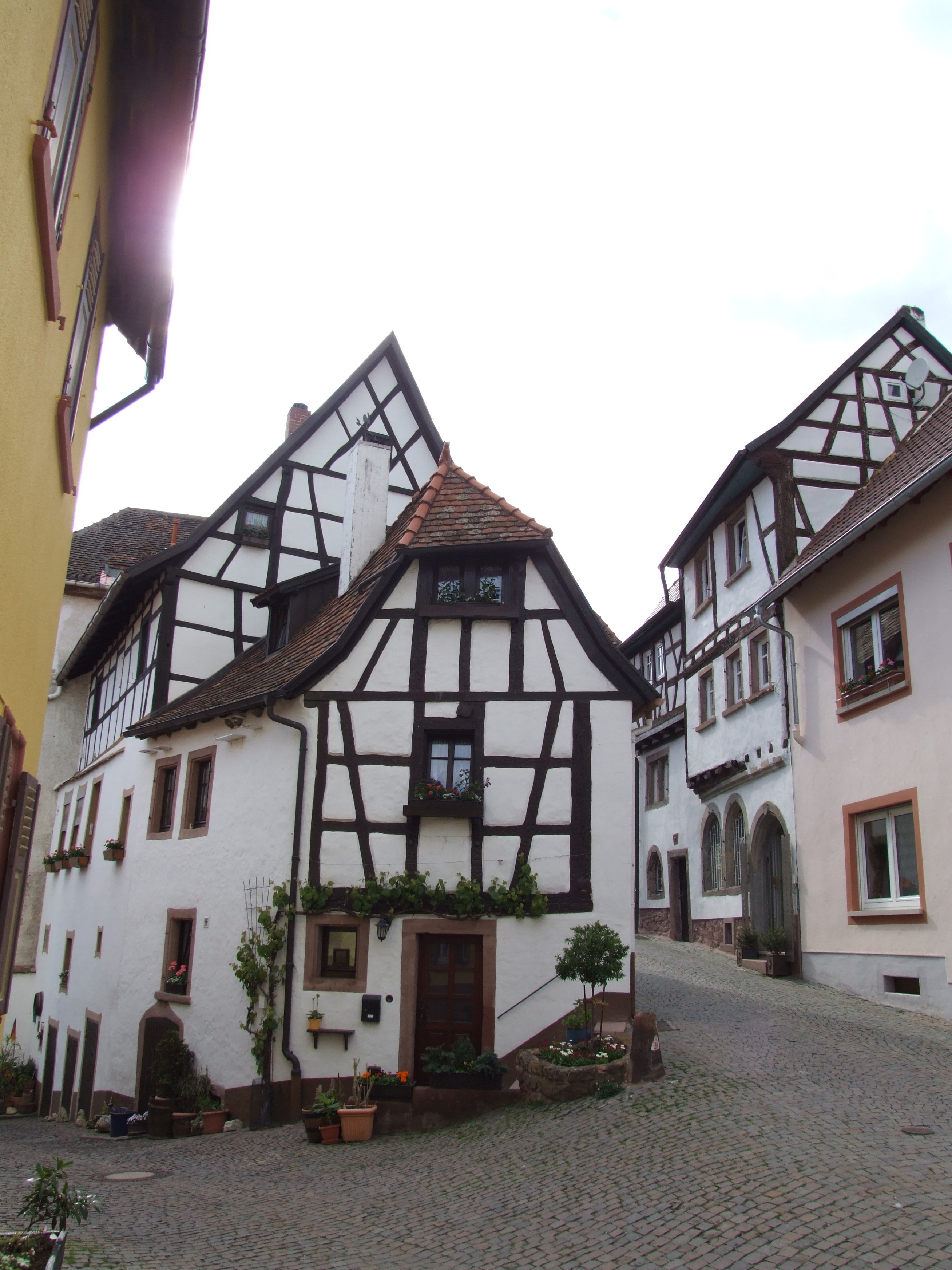
Vakwerkhuis in Neuleiningen
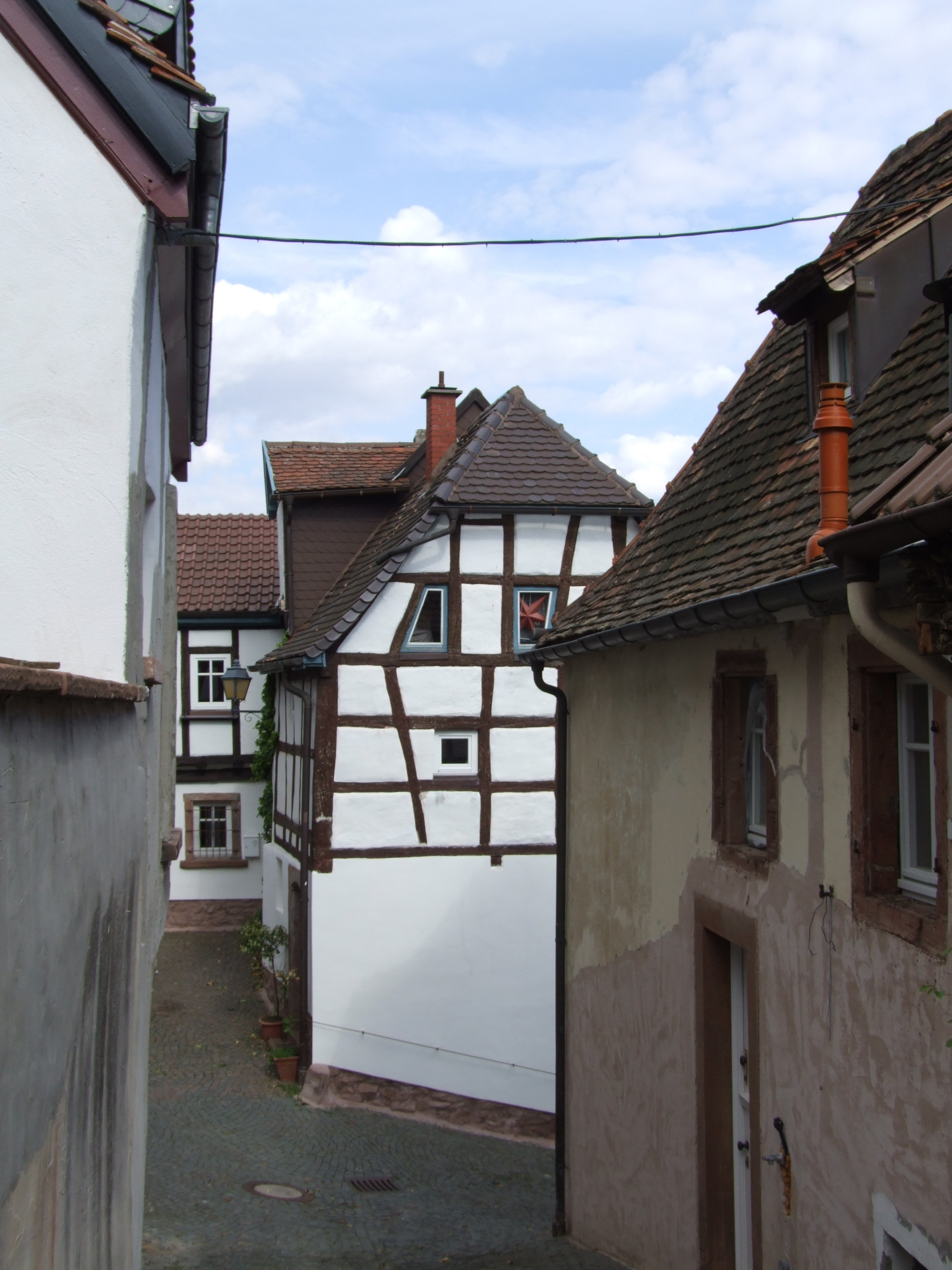
oud huis in Neuleiningen
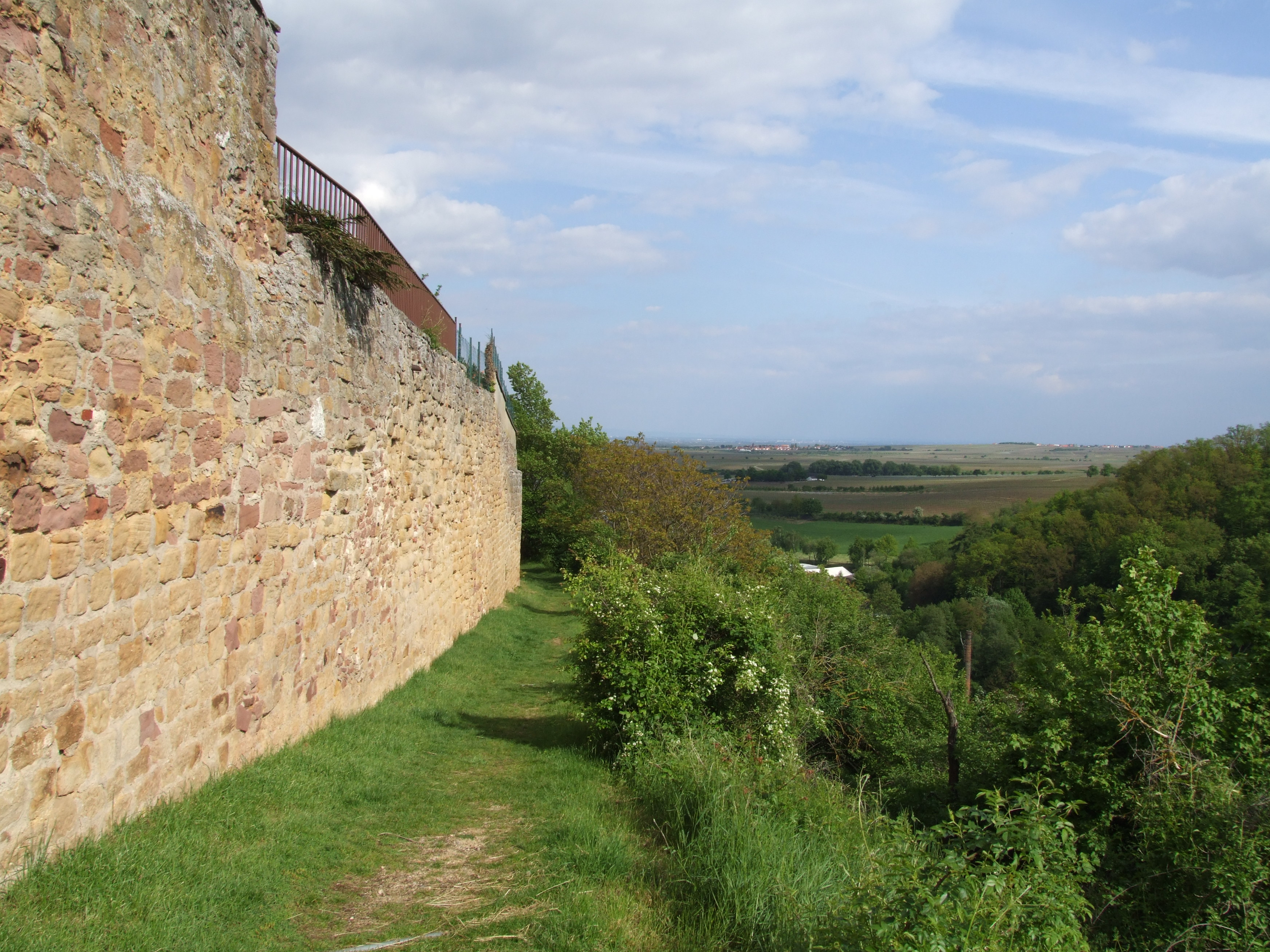
Muren Neuleiningen, zuidzijde, uitzicht vanaf de oostelijke muur lopen naar het Rijndal
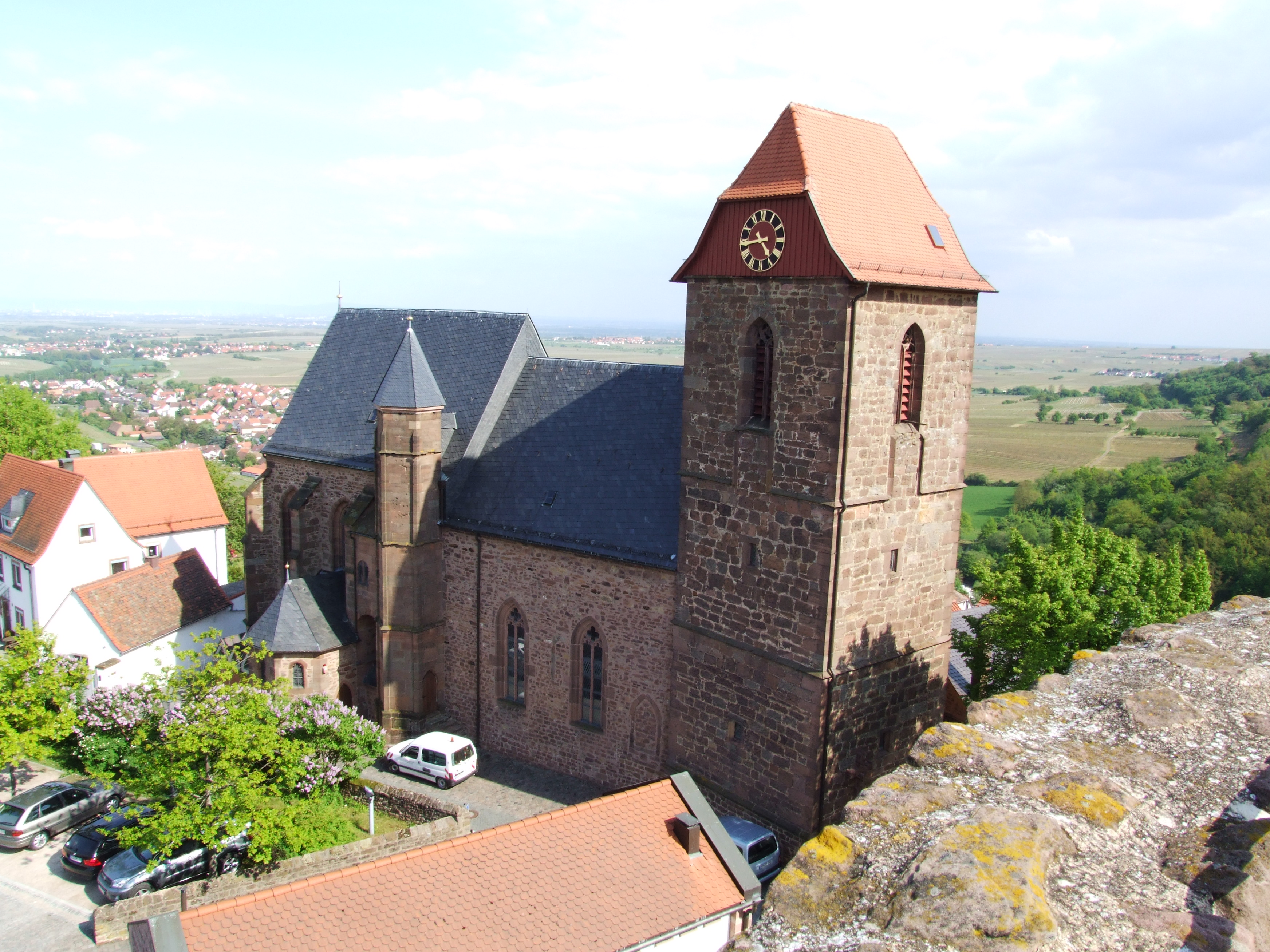
Parochiekerk van St. Nicolaas, Neuleiningen, gefotografeerd vanaf het kasteel.
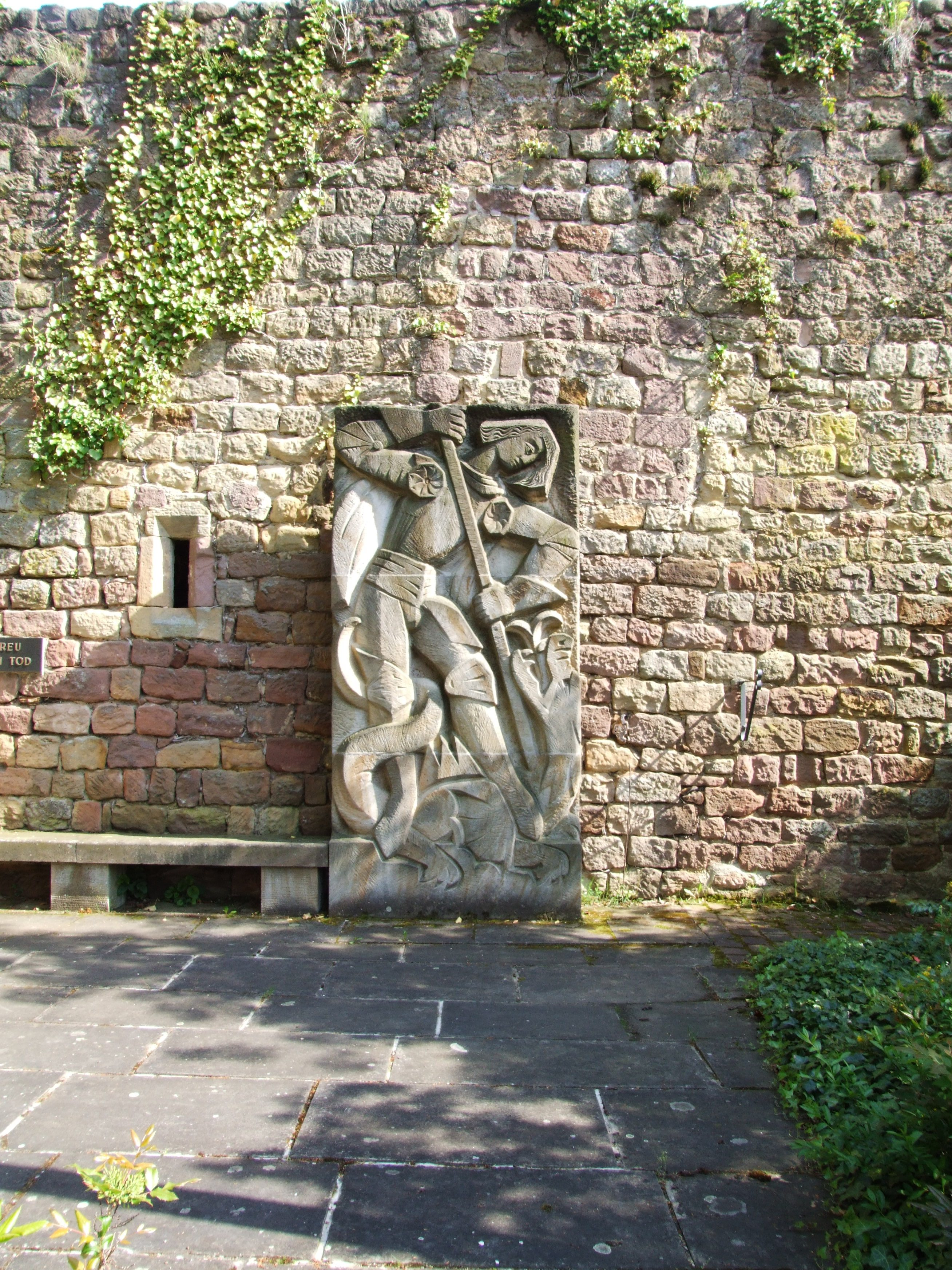
St. George en de Draak, reliëf in Neuleiningen
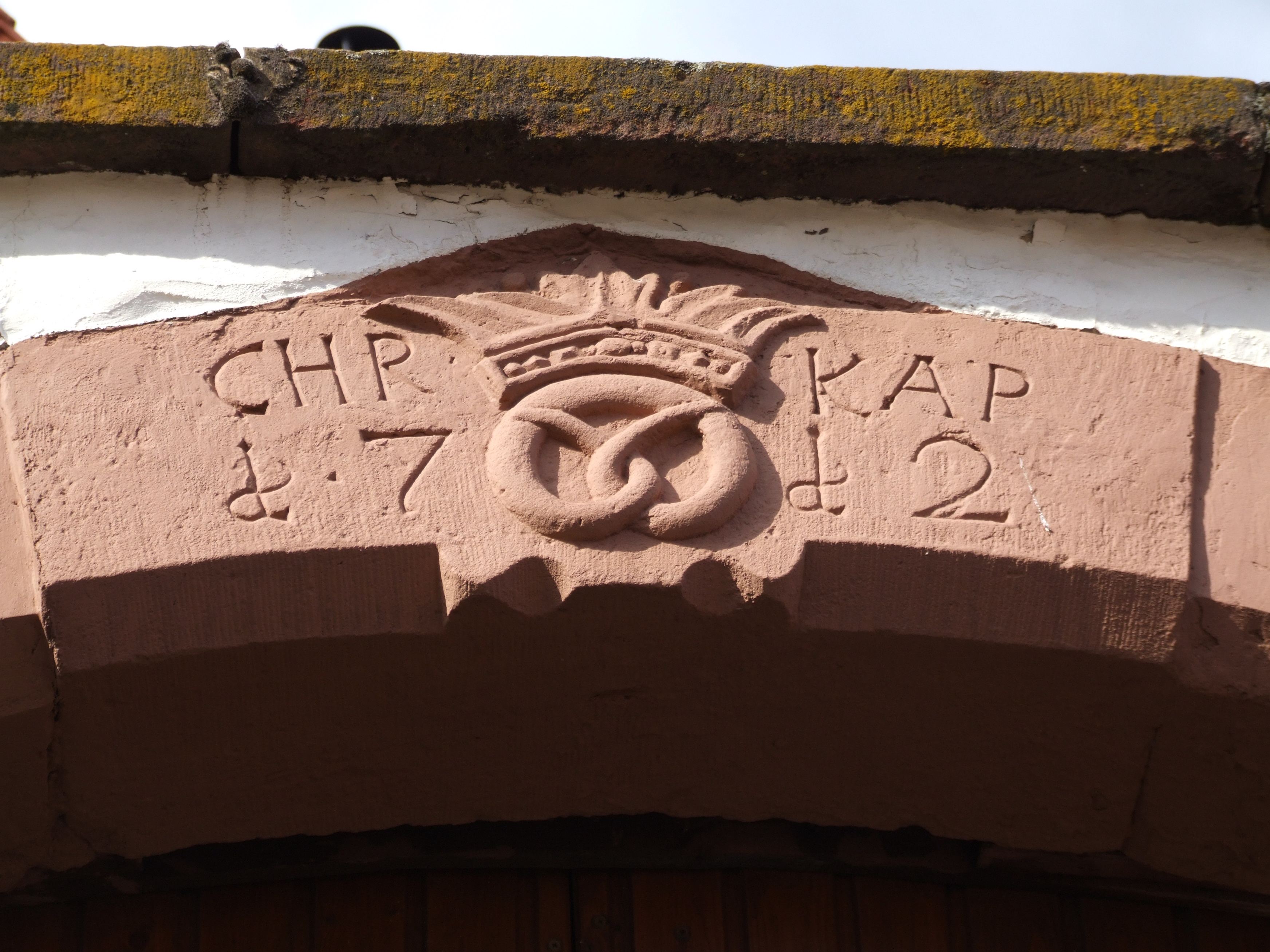
Pretzel representatie van een boog in Neuleiningen

Altleiningen ·
Bad Dürkheim ·
Battenberg ·
Bissersheim ·
Bobenheim am Berg ·
Bockenheim an der Weinstraße ·
Carlsberg ·
Dackenheim ·
Deidesheim ·
Dirmstein ·
Ebertsheim ·
Ellerstadt ·
Elmstein ·
Erpolzheim ·
Esthal ·
Forst an der Weinstraße ·
Frankeneck ·
Freinsheim ·
Friedelsheim ·
Gerolsheim ·
Gönnheim ·
Großkarlbach ·
Grünstadt ·
Haßloch ·
Herxheim am Berg ·
Hettenleidelheim ·
Kallstadt ·
Kindenheim ·
Kirchheim an der Weinstraße ·
Kleinkarlbach ·
Lambrecht ·
Laumersheim ·
Lindenberg ·
Meckenheim ·
Mertesheim ·
Neidenfels ·
Neuleiningen ·
Niederkirchen bei Deidesheim ·
Obersülzen ·
Obrigheim ·
Quirnheim ·
Ruppertsberg ·
Tiefenthal ·
Wachenheim an der Weinstraße ·
Wattenheim ·
Weidenthal ·
Weisenheim am Berg ·
Weisenheim am Sand